# James Spence (Segler)
James Fleming Drever Spence (* 2. Oktober 1875 in Edinburgh; † 20. Februar 1946 ebenda), je nach Quelle auch John Spence, war ein britischer Segler aus Schottland.

## Erfolge
James Spence gewann 1908 in London bei den Olympischen Spielen in der 12-Meter-Klasse die Silbermedaille. Bei der auf dem Firth of Clyde in Schottland ausgetragenen Regatta traten lediglich die beiden britischen Boote Hera und Mouchette, zu deren Crew Spence gehörte, in zwei Wettfahrten gegeneinander an. Die Hera gewann beide Wettfahrten, sodass neben Spence und Skipper Charles MacIver auch die übrigen Crewmitglieder John Jellico, James Baxter, William Davidson, Thomas Littledale, J. Graham Kenion, Charles MacLeod-Robertson, John Adam und Charles R. MacIver den zweiten Platz belegten.